# تشاد ريتشاردسون
تشاد ريتشاردسون هو مغني كندي، ولد في 17 مارس 1970 في سانت جونز في كندا.

## وصلات خارجية
- تشاد ريتشاردسون على موقع ميوزك برينز (الإنجليزية)